# Madačov
Madačov je bývalá národní přírodní rezervace v katastrálním území obce Turčianske Jaseno a Belá-Dulice v okrese Martin v Žilinském kraji na Slovensku. Území bylo vyhlášeno v roce 1984 a jeho rozloha byla 330,64 hektaru. Předmětem ochrany byla společenstva jedlobukového až smrkového vegetačního stupně s výskytem tisu červeného (Taxus baccata). Rezervace byla k 1. lednu 2024 zrušena a její území začleněno do systému zón národního parku Velká Fatra.

## Přístup
Po červené turisticky značené trase č. 0870 (Velkofatranská magistrála) (prochází po okraji bývalé rezervace), po modré turisticky značené trase č. 0870 z obce Belá-Dulice (procházela středem NPR), modré turisticky značené trase č. 2732 z obce Sklabiňa (končí na vrcholu Jarabiná).